# Suljätten

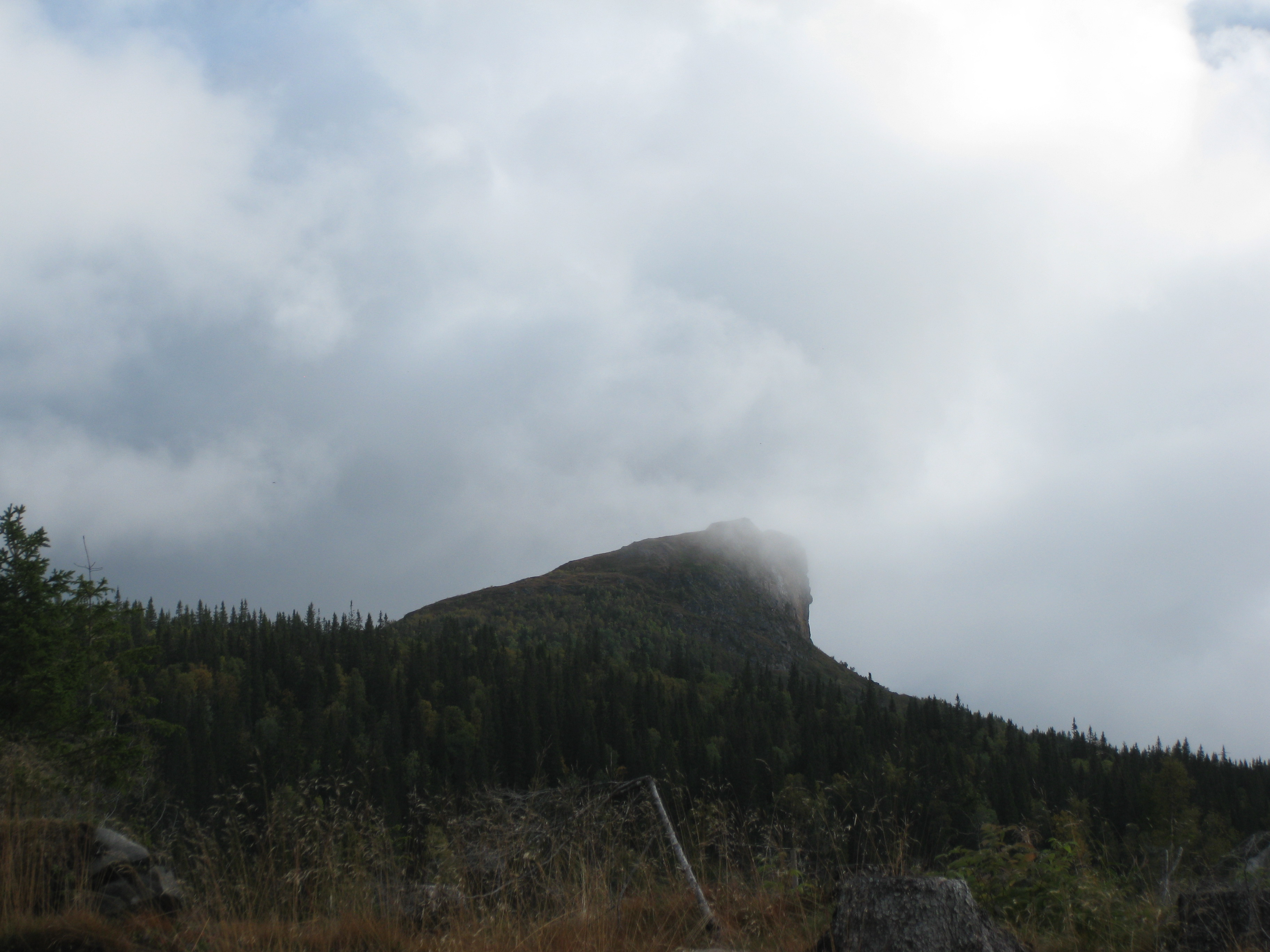
Suljättens "näsa" pekar uppåt.

Suljätten är ett berg i Kalls socken i Åre kommun, Jämtlands län. Toppen når 845 meter över havet.

## Sägner
Suljätten med sin säregna profil, som påminner om en näsa, har inspirerat till många sägner runt dess utseende. Enligt en sägen är berget en ansiktsprofil av en jätte från byn Sul i Verdal på den norska sidan om gränsen. Denna jätte – Jätt i Spjätt – ska ha fallit i en tvekamp med jätten Rut i Skut på Åreskutan, genom stenkastning, där Rut kom segrande ur striden efter att ha fått in en fullträff på Jätt som blev liggande med näsan i vädret.